# Euro Floorball Tour
Die Euro Floorball Tour ist ein Unihockeyturnier mit den Nationalmannschaften der Schweiz, Schwedens, Finnlands und Tschechiens. Es wurde jeweils im April und im November durchgeführt. Die erste Austragung ist auf November 2006 zurückzuführen. Seit 2019 findet das Turnier nur noch einmal jährlich statt – im Oktober oder November.

## Modus
Alle Mannschaften treten einmal gegeneinander an. Für einen Sieg erhält die Mannschaft drei Punkte. Bei gleichem Spielstand erhalten beide Mannschaften jeweils einen Punkt. Im Vergleich zum klassischen Unihockey wird bei der Euro Floorball Tour keine Verlängerung gespielt. Sollte nach 60 Minuten der Spielstand unentschieden sein, kommt es direkt zum Penaltyschießen. Der Sieger dieses Penaltyschießen erhält einen zweiten Punkt.

## Platzierungen

### Männer
| Jahr | Monat     | Austragungsort | 1. Platz                                              | 2. Platz                                              | 3. Platz                                              | 4. Platz                                              |
| ---- | --------- | -------------- | ----------------------------------------------------- | ----------------------------------------------------- | ----------------------------------------------------- | ----------------------------------------------------- |
| 2006 | November  | Espoo          | Finnland                                              | Schweden                                              | Schweiz                                               | Tschechien                                            |
| 2007 | Februar   | Göteborg       | Schweden                                              | Finnland                                              | Tschechien                                            | Schweiz                                               |
| 2007 | November  | Ostrava a      | Finnland                                              | Schweden                                              | Schweiz                                               | Tschechien                                            |
| 2008 | Februar   | Zürich b       | Schweden                                              | Finnland                                              | Tschechien                                            | Schweiz                                               |
| 2008 | November  | Kuopio         | Schweden                                              | Finnland                                              | Schweiz                                               | Tschechien                                            |
| 2009 | April     | Piteå          | Schweden                                              | Finnland                                              | Tschechien                                            | Schweiz                                               |
| 2009 | November  | Brno           | Schweden                                              | Finnland                                              | Tschechien                                            | Schweiz                                               |
| 2010 | April     | Zürich         | Finnland                                              | Schweden                                              | Schweiz                                               | Tschechien                                            |
| 2010 | November  | Espoo          | Finnland                                              | Schweden                                              | Schweiz                                               | Tschechien                                            |
| 2011 | April     | Linköping      | Schweden                                              | Finnland                                              | Schweiz                                               | Tschechien                                            |
| 2011 | November  | Brno           | Finnland                                              | Schweden                                              | Schweiz                                               | Tschechien                                            |
| 2012 | April     | Bern           | Schweden                                              | Finnland                                              | Schweiz                                               | Tschechien                                            |
| 2012 | November  | Växjö          | Schweden                                              | Tschechien                                            | Schweiz                                               | Finnland                                              |
| 2013 | April     | Tampere        | Schweden                                              | Finnland                                              | Tschechien                                            | Schweiz                                               |
| 2013 | November  | Schaffhausen   | Schweden                                              | Finnland                                              | Tschechien                                            | Schweiz                                               |
| 2014 | April     | Česká Lípa     | Tschechien                                            | Finnland                                              | Schweden                                              | Schweiz                                               |
| 2014 | November  | Hämeenlinna    | Schweden                                              | Finnland                                              | Tschechien                                            | Schweiz                                               |
| 2015 | April     | Sandviken      | Finnland                                              | Schweden                                              | Schweiz                                               | Tschechien                                            |
| 2015 | November  | Brno           | Schweden                                              | Schweiz                                               | Finnland                                              | Tschechien                                            |
| 2016 | April     | Lausanne       | Finnland                                              | Schweden                                              | Schweiz                                               | Tschechien                                            |
| 2016 | November  | Växjö          | Schweden                                              | Finnland                                              | Schweiz                                               | Tschechien                                            |
| 2017 | April     | Turku          | Schweden                                              | Finnland                                              | Schweiz                                               | Tschechien                                            |
| 2017 | November  | Kirchberg      | Schweden                                              | Finnland                                              | Schweiz                                               | Tschechien                                            |
| 2018 | April     | Brno           | Schweden                                              | Schweiz                                               | Finnland                                              | Tschechien                                            |
| 2018 | Oktober   | Uppsala        | Schweden                                              | Finnland                                              | Tschechien                                            | Schweiz                                               |
| 2019 | November  | Hämeenlinna    | Finnland                                              | Schweden                                              | Schweiz                                               | Tschechien                                            |
| 2020 | Oktober   | St. Gallen     | abgesagt wegen der COVID-19-Pandemie, 2022 nachgeholt | abgesagt wegen der COVID-19-Pandemie, 2022 nachgeholt | abgesagt wegen der COVID-19-Pandemie, 2022 nachgeholt | abgesagt wegen der COVID-19-Pandemie, 2022 nachgeholt |
| 2021 | Oktober   | Plseň          | Schweden                                              | Tschechien                                            | Finnland                                              | Schweiz                                               |
| 2022 | September | St. Gallen     | Tschechien                                            | Finnland                                              | Schweiz                                               | Schweden                                              |
| 2023 | November  | Malmö          | Tschechien                                            | Schweden                                              | Finnland                                              | Schweiz                                               |
| 2024 | September | Winterthur     | Schweden                                              | Schweiz                                               | Tschechien                                            | Finnland                                              |

### Frauen
| Jahr | Monat     | Austragungsort | 1. Platz                                              | 2. Platz                                              | 3. Platz                                              | 4. Platz                                              |
| ---- | --------- | -------------- | ----------------------------------------------------- | ----------------------------------------------------- | ----------------------------------------------------- | ----------------------------------------------------- |
| 2006 | November  | Prag           | Schweden                                              | Schweiz                                               | Finnland                                              | Tschechien                                            |
| 2007 | Februar   | Baar           | Schweden                                              | Finnland                                              | Schweiz                                               | Tschechien                                            |
| 2007 | November  | Porvoo         | Schweden                                              | Schweiz                                               | Finnland                                              | Tschechien                                            |
| 2008 | Februar   | Göteborg c     | Schweden                                              | Finnland                                              | Schweiz                                               | Tschechien                                            |
| 2008 | November  | Prag           | Schweden                                              | Finnland                                              | Schweiz                                               | Tschechien                                            |
| 2009 | April     | Chur           | Schweden                                              | Schweiz                                               | Finnland                                              | Tschechien                                            |
| 2009 | November  | Hyvinkää       | Schweden                                              | Schweiz                                               | Finnland                                              | Tschechien                                            |
| 2010 | April     | Karlstad       | Schweden                                              | Finnland                                              | Schweiz                                               | Tschechien                                            |
| 2010 | November  | Ostrava        | Schweden                                              | Finnland                                              | Tschechien                                            | Schweiz                                               |
| 2011 | April     | St. Gallen     | Finnland                                              | Schweden                                              | Schweiz                                               | Tschechien                                            |
| 2011 | November  | Helsinki       | Schweden                                              | Schweiz                                               | Finnland                                              | Tschechien                                            |
| 2012 | April     | Karlstad       | Schweden                                              | Finnland                                              | Schweiz                                               | Tschechien                                            |
| 2012 | November  | Zürich         | Schweden                                              | Finnland                                              | Tschechien                                            | Schweiz                                               |
| 2013 | April     | Brno           | Schweden                                              | Finnland                                              | Schweiz                                               | Tschechien                                            |
| 2013 | November  | Göteborg       | Schweden                                              | Schweiz                                               | Tschechien                                            | Finnland                                              |
| 2014 | April     | Eerikkilä      | Finnland                                              | Schweden                                              | Schweiz                                               | Tschechien                                            |
| 2014 | November  | Prag           | Schweden                                              | Tschechien                                            | Finnland                                              | Schweiz                                               |
| 2015 | April     | Sandviken      | Schweden                                              | Finnland                                              | Schweiz                                               | Tschechien                                            |
| 2015 | November  | Tampere        | Schweden                                              | Finnland                                              | Schweiz                                               | Tschechien                                            |
| 2016 | April     | Sandviken      | Schweden                                              | Finnland                                              | Schweiz                                               | Tschechien                                            |
| 2016 | November  | Schaffhausen   | Schweden                                              | Schweiz                                               | Tschechien                                            | Finnland                                              |
| 2017 | April     | Olomouc        | Schweden                                              | Finnland                                              | Schweiz                                               | Tschechien                                            |
| 2017 | November  | Malmö          | Schweden                                              | Finnland                                              | Tschechien                                            | Schweiz                                               |
| 2018 | April     | Nurmijärvi     | Schweden                                              | Finnland                                              | Schweiz                                               | Tschechien                                            |
| 2018 | November  | Neuenburg      | Schweden                                              | Finnland                                              | Tschechien                                            | Schweiz                                               |
| 2019 | Oktober   | Prag           | Schweden                                              | Finnland                                              | Tschechien                                            | Schweiz                                               |
| 2020 | November  | Uppsala        | abgesagt wegen der COVID-19-Pandemie, 2022 nachgeholt | abgesagt wegen der COVID-19-Pandemie, 2022 nachgeholt | abgesagt wegen der COVID-19-Pandemie, 2022 nachgeholt | abgesagt wegen der COVID-19-Pandemie, 2022 nachgeholt |
| 2021 | Oktober   | Lempäälä       | Schweden                                              | Finnland                                              | Tschechien                                            | Schweiz                                               |
| 2022 | Oktober   | Uppsala        | Schweden                                              | Finnland                                              | Schweiz                                               | Tschechien                                            |
| 2023 | September | Ústí nad Labem | Finnland                                              | Tschechien                                            | Schweden                                              | Schweiz                                               |
| 2023 | Oktober   | Turku          | Finnland                                              | Schweden                                              | Schweiz                                               | Tschechien                                            |
| 2024 | November  | Karlovy Vary   | Schweden                                              | Finnland                                              | Tschechien                                            | Schweiz                                               |

## Vorläufer
Bereits ab 2004 gab es Vierländer-Turniere, an denen Norwegen anstatt Schweden oder Tschechien teilnahm. Diese können als Vorläufer angesehen werden:

### Männer
| Jahr | Monat   | Austragungsort | 1. Platz | 2. Platz   | 3. Platz   | 4. Platz |
| ---- | ------- | -------------- | -------- | ---------- | ---------- | -------- |
| 2004 | Februar | Norwegen d     | Schweiz  | Norwegen   | Tschechien | Dänemark |
| 2005 | Februar | Schweden e     | Finnland | Schweden   | Schweiz    | Norwegen |
| 2006 | April   | Tschechien f   | Finnland | Tschechien | Schweiz    | Norwegen |

### Frauen
| Jahr | Monat   | Austragungsort | 1. Platz | 2. Platz | 3. Platz | 4. Platz |
| ---- | ------- | -------------- | -------- | -------- | -------- | -------- |
| 2004 | Februar | Schweden g     | Schweden | Finnland | Schweiz  | Norwegen |
| 2005 | Februar | Oslo h         | Finnland | Schweiz  | Schweden | Norwegen |
| 2006 | Februar | Jönköping i    | Schweden | Schweiz  | Finnland | Norwegen |